# Tadeusz Federowski
Tadeusz Federowski (ur. 25 sierpnia 1931 w Rybniku, zm. 31 sierpnia 2018) – polski perkusista jazzowy związany z warszawskim klubem Stodoła. Absolwent Wydziału Geodezji i Kartografii Politechniki Warszawskiej.

## Działalność muzyczna
Karierę rozpoczął w roku 1951 jako perkusista zespołu Pinokio. Współpracował z nim do 1954, a potem przez dwa lata pracował w wyuczonym zawodzie (fotogrametra). Od 1956 roku ponownie zajmowała się działalnością muzyczną, grając – do roku 1958 – na perkusji w zespole dixielandowym. Potem związał się ze Swingtetem Janusza Zabieglińskiego, a jednocześnie współpracował z zespołami Jerzego „Dudusia” Matuszkiewicza – Kwartetem i grupą Traditional Jazz Makers, która potem pod nazwą Polish All Stars jako pierwszy polski zespół jazzowy występowała za granicą (Dania, 1958). W grupie tej znaleźli się m.in. Zbigniew Namysłowski i Andrzej Kurylewicz. Następnie współpracował z triem Krzysztofa Komedy (1959), z którym wziął udział w prestiżowej imprezie jazzowej – Międzynarodowym Festiwalu Muzyki Jazzowej Jazz Jamboree.
W latach 60. XX wieku był perkusistą jazzbandów: Big Band Hybrydy (1960) i Big Band „Stodoła” (1969). Ponownie nawiązał też współpracę z J. Matuszkiewiczem i jego grupą All Stars (1964), z którą wystąpił w filmie Jazz aus Polen (reż. Janusz Majewski, realizacja Joachim Berendt dla telewizji zachodnioniemieckiej).
W 1972 roku związał się z zespołem Old Timers Henryka Majewskiego. Współpraca ta trwała do 1992 r. W latach 1977–1987 grał też w innej formacji H. Majewskiego – Swing Session (gdzie śpiewała m.in. Ewa Bem). Z tymi grupami muzycznymi koncertował w prawie całej Europie i wziął udział w licznych festiwalach i imprezach jazzowych (zarówno w Polsce, jak i za granicą). Przez jakiś czas grał też z Asocjacją Hagaw.
W swojej pracy artystycznej miał też możliwość współpracy z wieloma zagranicznymi muzykami jazzowymi, m.in. z Beryl Bryden oraz „Wild Billem” Davisonem.
W repertuarze zespołów, w których grał Federowski, oprócz kompozycji rodzimych twórców, nie zabrało też standardów światowego jazzu, jak np.: A Night in Tunisia (muz. Dizzy Gillespie), Blue Monk (muz. Thelonious Monk), Caravan (muz. Duke Ellington, Juan Tizol), Lady Be Good (muz. George Gershwin), Lazybird (muz. John Coltrane), Love For Sale (muz. Cole Porter), Night and Day (muz. C. Porter), Our Love Is Hier To Stay (muz. G. Gershwin), So what (muz. Miles Davis), Somebody Loves Me (muz. G. Gershwin), Sweet Georgia Brown (aut. Maceo Pinkard, Kenneth Casey, Ben Bernie).
W 2004 r. został odznaczony Złotym Krzyżem Zasługi. W roku 2005 wziął udział w imprezie muzycznej poświęconej pamięci Henryka Majewskiego i 40-lecia grupy Old Timers. Związany był z Bigbandem Klubu Tygmont i współpracował z Pawłem Tartanusem.
W 2007 został odznaczony Srebrnym Medalem „Zasłużony Kulturze Gloria Artis”.

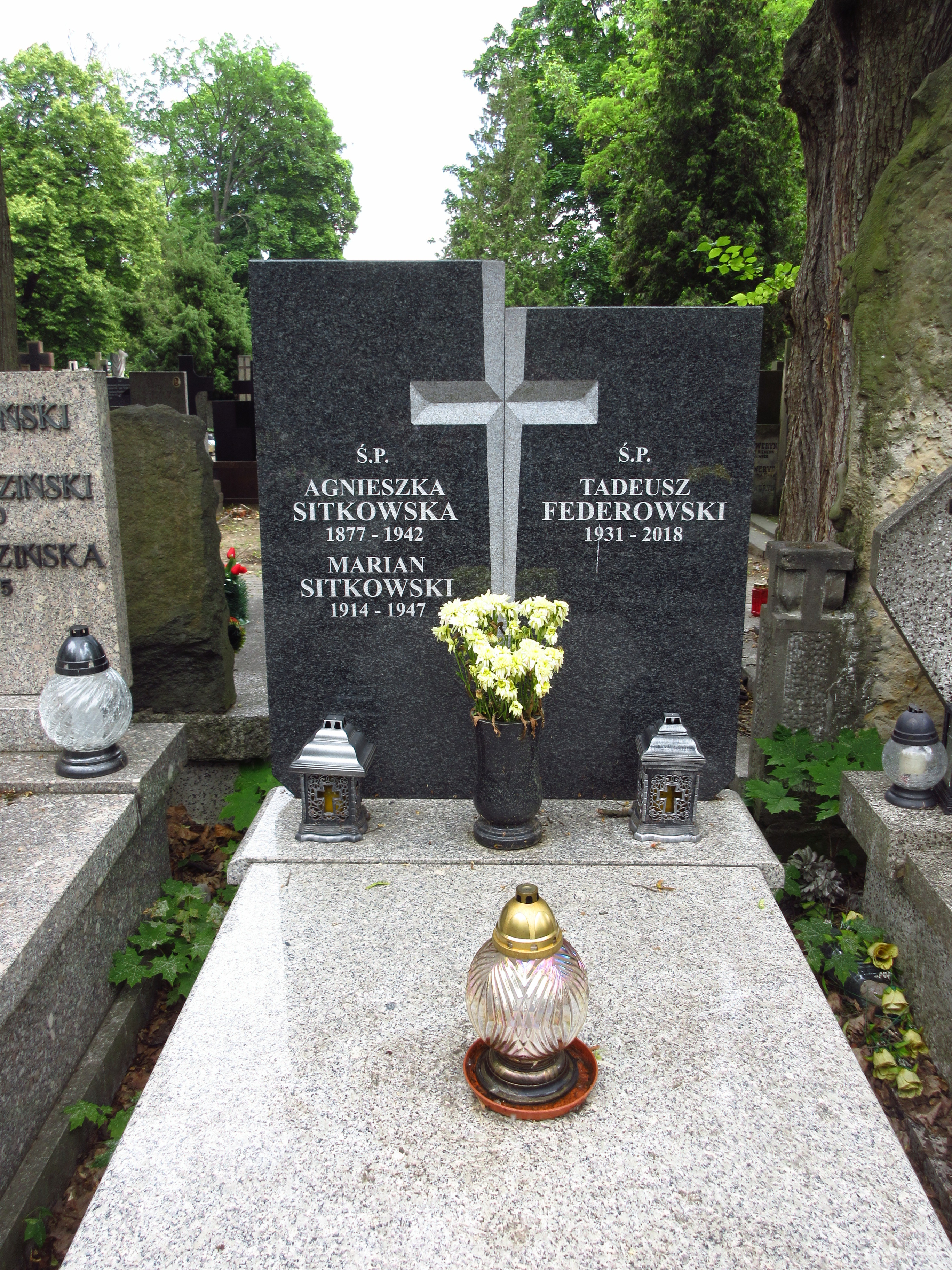
Grób Tadeusza Federowskiego na Cmentarzu Bródnowskim.

Pochowany na cmentarzu Bródnowskim (kwatera 9B-2-14).

## Dyskografia
Jako muzyk sesyjny
- 1964 – Ricercar 64 (EP, Veriton V-290)
- Kamiński, Wegehaupt, Fedorowski: Chodzież vol. 1 (LP, Poljazz PSJ-116)
- Karolak, Wegehaupt, Fedorowski, Kamiński: Chodzież vol. 2 (LP, Poljazz PSJ-117)
- Karolak, Wegehaupt, Fedorowski, Kamiński: Chodzież vol. 3 (LP, Poljazz PSJ-118)
- 1966 – Janusz Zabiegliński: And his Swingtet (LP, Muza XL-0357)
- 1971 – Mieczysław Mazur: Rag – swing – time (LP, Muza SXL-0789)
- 1972 – Old Timers: Hallo, hold the line (LP, Muza SX-0842)
- 1976 – William 'Wild Bill' Davision, Old Timers: Wild Bill Davison with Old Timers (LP, Poljazz Z-SX-0616)
- 1977 – Old Timers: Aquarium Live Nr 4 (LP, Poljazz Z-SX-0672)
- 1978 – Old Timers, William 'Wild Bill' Davision: Old Timers with Wild Bill Davision (LP, Muza SX-1771)
- 1983 – Old Timers: Old Timers (LP, Poljazz PSJ-124)
- 1987 – Old Timers: Jubileum (LP, Poljazz PSJ-192)